# Número estrobogramático

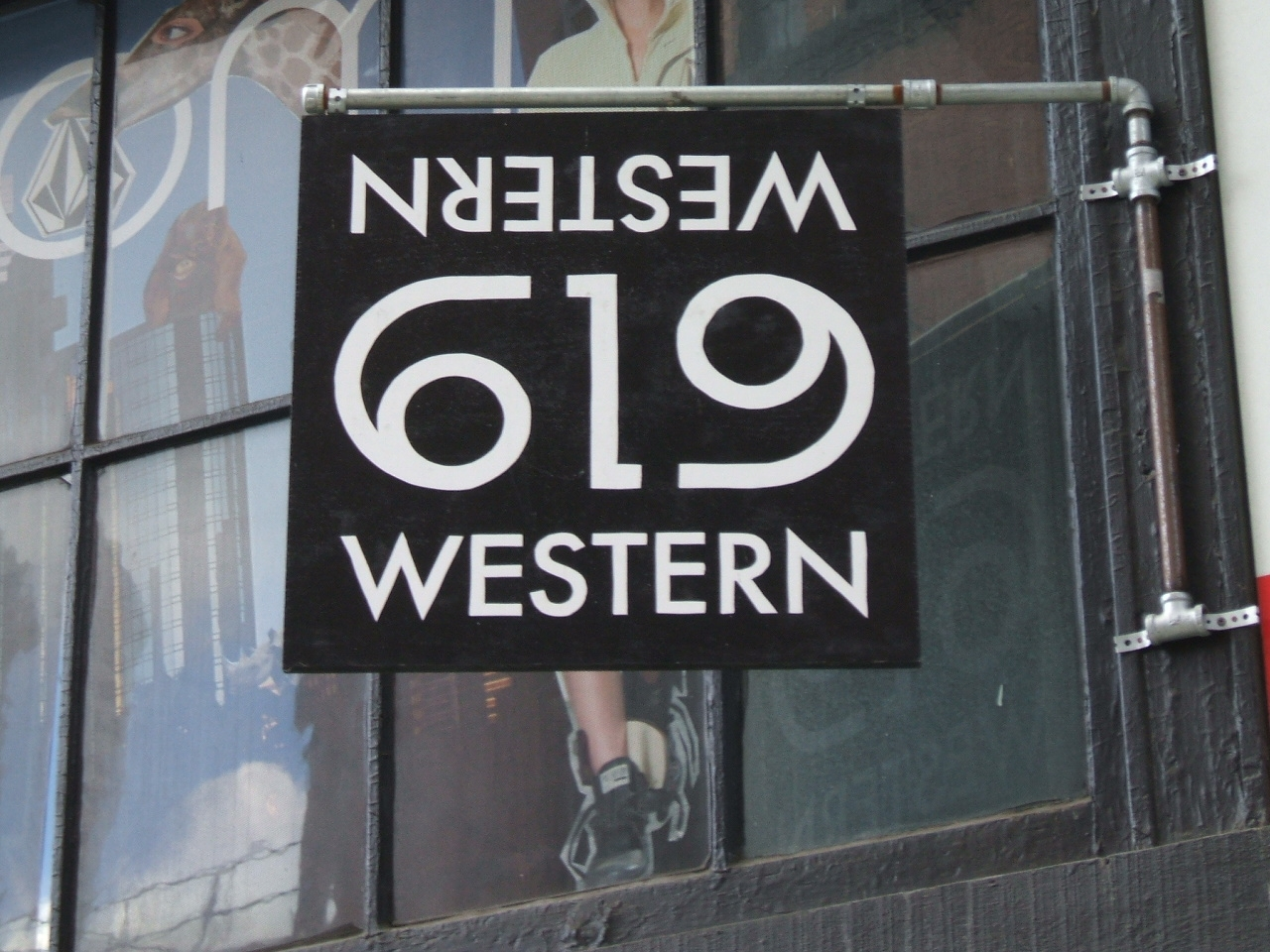
O número 619 é estrobogramático

Um número estrobogramático é um número cujo algarismo é rotacionalmente simétrico, de modo que parece o mesmo quando girado 180 graus. Em outras palavras, o algarismo parece o mesmo com o lado direito para cima e com o lado direito para baixo (por exemplo, 69, 96, 1001). Um primo estrobogramático é um número estrobogramático que também é um número primo, ou seja, um número que só é divisível por um e por ele mesmo (por exemplo, 11). É um tipo de ambigrama, palavras e números que mantêm seu significado quando vistos de uma perspectiva diferente, como os palíndromos.

## Descrição
Quando escritos usando caracteres padrão (ASCII), os números 0, 1 e 8 são simétricos em torno do eixo horizontal, e 6 e 9 são iguais um ao outro quando girados 180 graus. Nesse sistema, os primeiros números estrobogramáticos são:
0, 1, 8, 11, 69, 88, 96, 101, 111, 181, 609, 619, 689, 808, 818, 888, 906, 916, 986, 1001, 1111, 1691, 1881, 1961, 6009, 6119, 6699, 6889, 6969, 8008, 8118, 8698, 8888, 8968, 9006, 9116, 9696, 9886, 9966, ... (sequência A000787 na OEIS)
Os primeiros primos estrobogramáticos são:
11, 101, 181, 619, 16091, 18181, 19861, 61819, 116911, 119611, 160091, 169691, 191161, 196961, 686989, 688889, ... (sequência A007597 na OEIS)
Os anos de 1881 e 1961 foram os anos estrobogramáticos mais recentes; o próximo ano estrobogramático será 6009.
Embora os amadores aficionados por matemática se interessem bastante por esse conceito, os matemáticos profissionais geralmente não se interessam. Como o conceito de repunções e números palindrômicos, o conceito de números estrobogramáticos depende da base (expandir para a base dezesseis, por exemplo, produz as simetrias adicionais de 3/E; algumas variantes de sistemas duodecimais também têm isso e um x simétrico). Ao contrário dos palíndromos, ele também depende da fonte. O conceito de números estrobogramáticos não é perfeitamente expressável algebricamente, da mesma forma que o conceito de repunções ou mesmo o conceito de números palindrômicos.

## Sistemas não padronizados
As propriedades estrobogramáticas de um determinado número variam de acordo com o tipo de letra. Por exemplo, em um tipo serifado ornamentado, os números 2 e 7 podem ser rotações um do outro; no entanto, em um emulador de tela de sete segmentos, essa correspondência é perdida, mas 2 e 5 são simétricos. Há conjuntos de glifos para escrever números na base 10, como o devanágari e o gurmukhi da Índia, nos quais os números listados acima não são estrobogramáticos de forma alguma.
Em binário, dado um glifo para 1 que consiste em uma única linha sem ganchos ou serifas e um glifo suficientemente simétrico para 0, os números estrobogramáticos são os mesmos que os números palindrômicos e também os mesmos que os números diédricos. Em particular, todos os números de Mersenne são estrobogramáticos em binário. Os números primos diédricos que não usam 2 ou 5 também são primos estrobogramáticos em binário.
Os números naturais 0 e 1 são estrobogramáticos em todas as bases, com uma fonte suficientemente simétrica, e são os únicos números naturais com esse recurso, já que todo número natural maior que 1 é representado por 10 em sua própria base.
Em duodecimal, os números estrobogramáticos são (usando dois e três invertidos para dez e onze, respectivamente)
0, 1, 8, 11, 2↊, 3↋, 69, 88, 96, ↊2, ↋3, 101, 111, 181, 20↊, 21↊, 28↊, 30↋, 31↋, 38↋, 609, 619, 689, 808, 818, 888, 906, 916, 986, ↊02, ↊12, ↊82, ↋03, ↋13, ↋83, ...
Exemplos de primos estrobogramáticos em duodécimo são:
11, 3↋, 111, 181, 30↋, 12↊1, 13↋1, 311↋, 396↋, 3↊2↋, 11111, 11811, 130↋1, 16191, 18881, 1↋831, 3000↋, 3181↋, 328↊↋, 331↋↋, 338↋↋, 3689↋, 3818↋, 3888↋, ...

## Ano invertido
O ano invertido mais recente foi 1961, ou 2002 se o número 2 for incluído, e antes disso foram sequencialmente 1881 e 1691, a menos que seja permitido adicionar zeros à esquerda arbitrariamente. Nesse caso, 02020 seria o ano invertido mais recente. Antes disso, havia 1111 e 1001 e, antes disso, anos de três dígitos, como 986, 888, 689, 181, 101 etc.
Usando apenas os dígitos 0, 1, 6, 8 e 9, o próximo ano de cabeça para baixo não ocorrerá até 6009. Considerando os dígitos 2, 5 e 7, o próximo ano assim será 2112.
A revista Mad parodiou o ano de cabeça para baixo em março de 1961.